# 塔林歌曲节场地

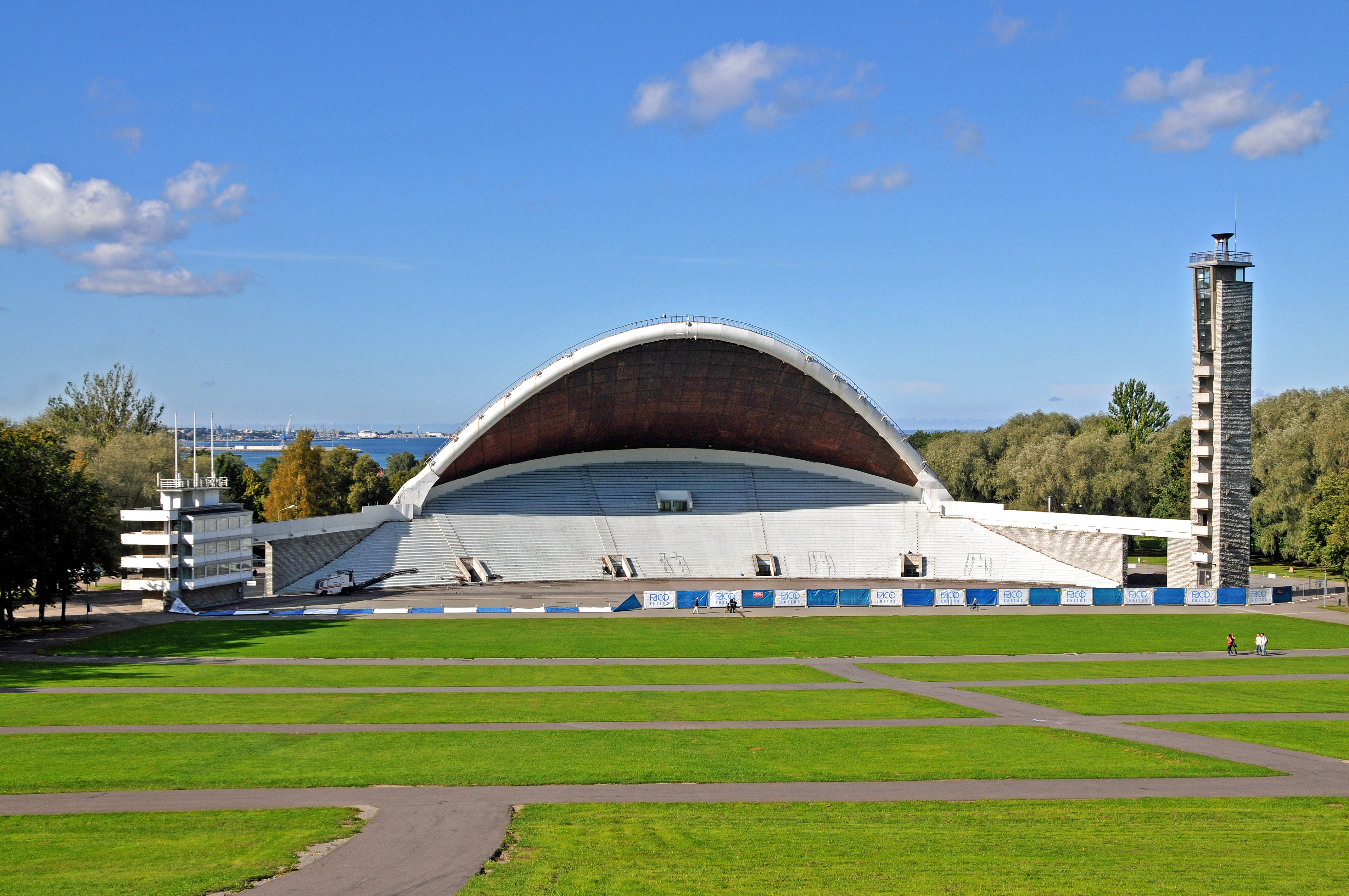
塔林歌曲节场地

塔林歌曲节场地 是每五年举行一次的爱沙尼亚歌曲节的场地。 

## 歌曲节的历史
1869年， 约翰·沃尔德玛·詹森（Johann Voldemar Jannsen）建立了爱沙尼亚歌曲节，当时爱沙尼亚仍是俄罗斯帝国的一个省。 这个节日被认为是促进爱沙尼亚民族觉醒的原因之一 。 此后，一个新的传统诞生了，至今，该节日仍然每五年举行一次。

## Lauluväljak–塔林的歌曲节的场地

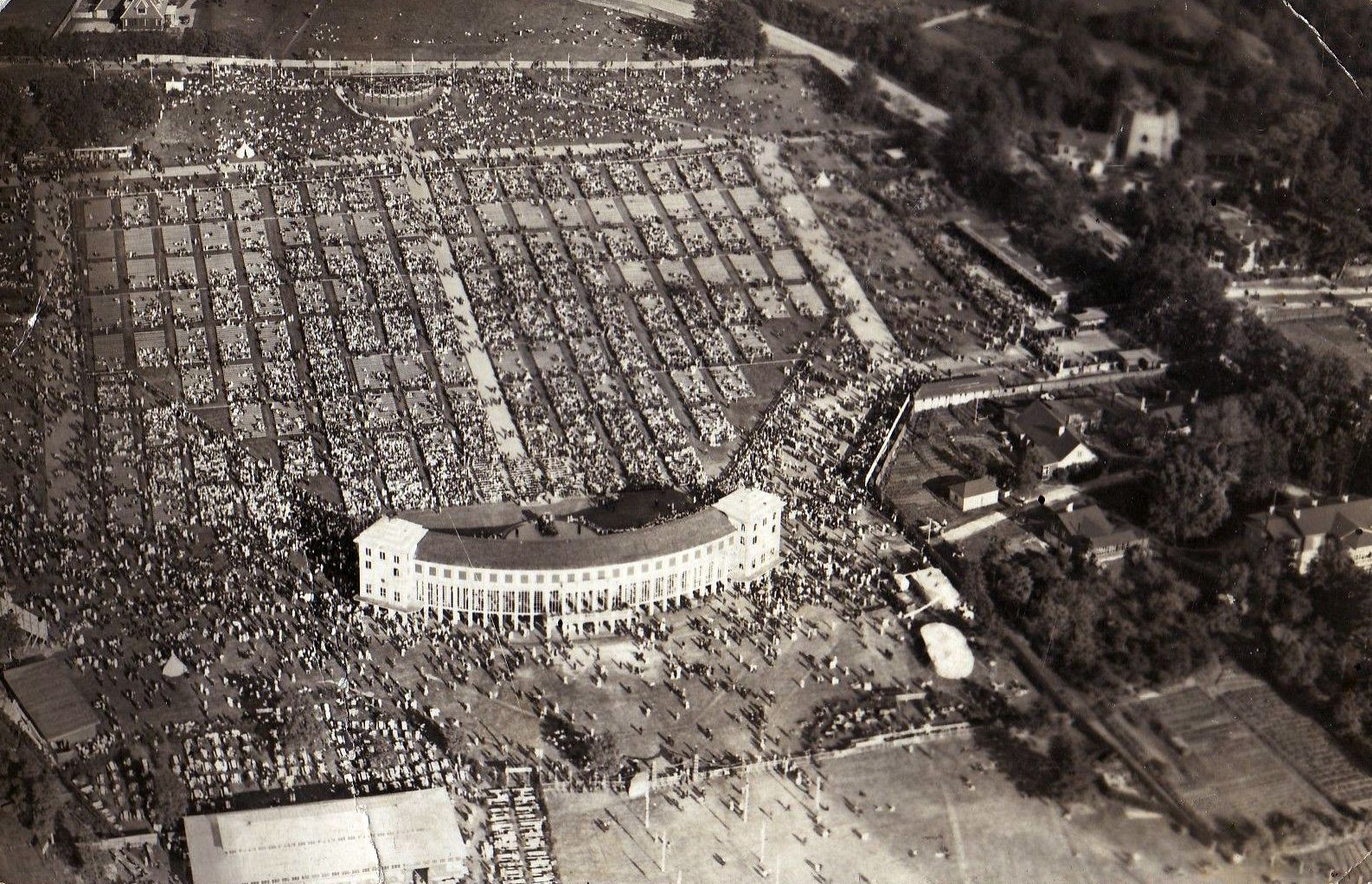
由卡尔·伯曼 （ Karl Burman）在1928年设计的旧场地。

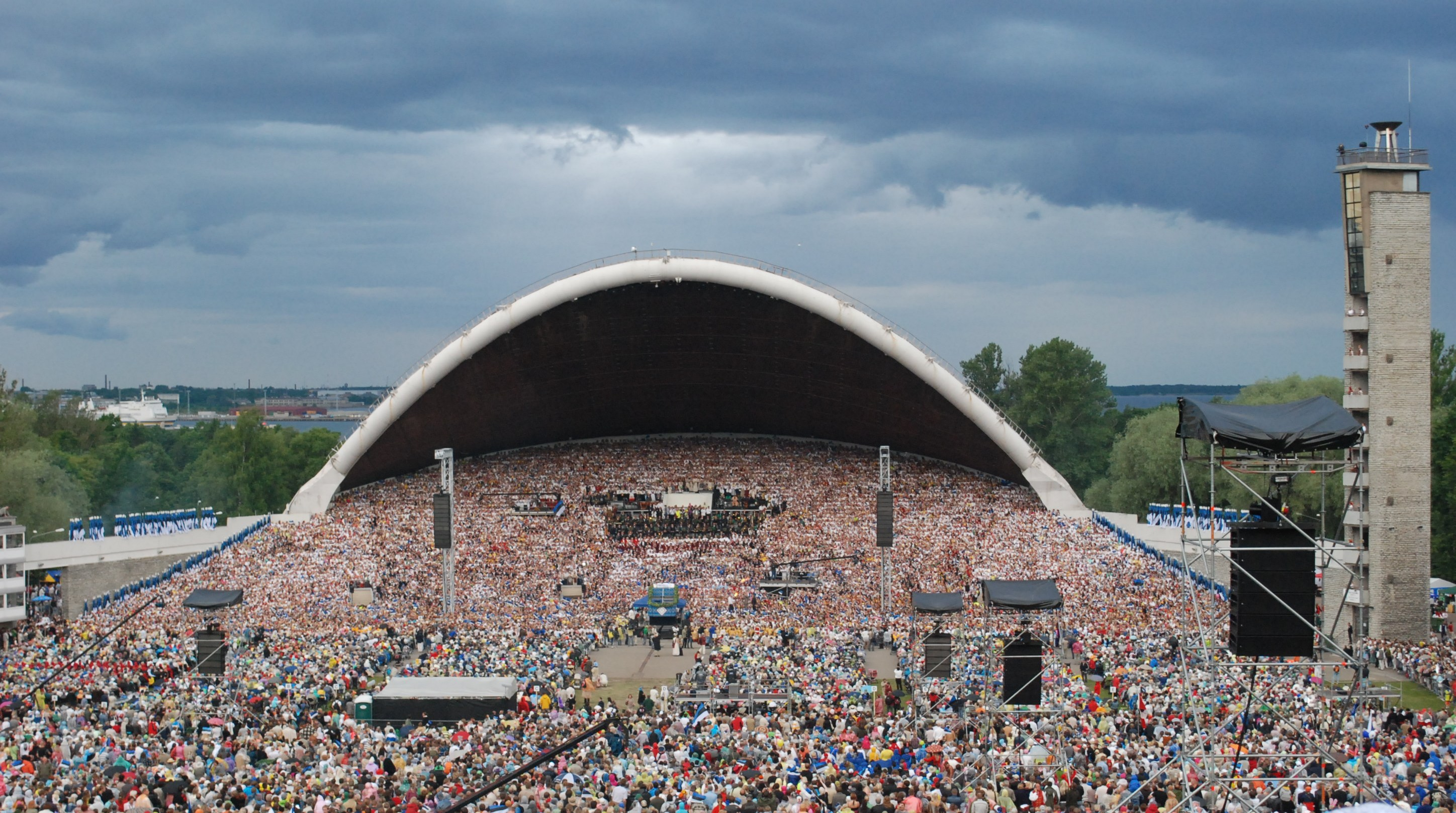
第二十届爱沙尼亚歌曲节

爱沙尼亚歌曲节的第一个场地是在1928年为第9届爱沙尼亚音乐节而建，位于卡德里奥尔的纳尔瓦路和皮里塔路之间。 它是由卡尔·伯曼 （ Karl Burman ）设计的，可容纳15,000名表演者。 
在苏联占领爱沙尼亚期间，扩大场地的需求出现了。 新的拱形舞台建于1959年，以庆祝来年的爱沙尼亚社会主义共和国成立20周年。 它由建筑师Henno Sepmann以及Alar Kotli和Endel Paalmann共同设计。 爱沙尼亚社会主义共和国在新舞台上庆祝了1960年第15届爱沙尼亚歌曲节。  舞台原本计划容纳15,000多名歌手，但与设计相反的情况也是可能的，表演在舞台前的空地上进行，而观众坐在舞台上。 在歌曲舞台的北侧是42m高的火炬塔，在爱沙尼亚歌曲节期间使用。 它全年对公众开放。 
1988年，爱沙尼亚人聚集在塔林歌曲节场地，唱着爱沙尼亚的歌曲，这种歌曲被称为“ 歌唱革命” ，最终导致苏联统治被推翻。 
与此同时，也就是苏联解体与爱沙尼亚恢复独立的三年之前，8月26日至28日之间，在塔林歌舞庆典场举行了一场国际摇滚音乐会，名为“摇滚之夏”（也称为格拉斯诺斯特（开放政策）摇滚）。 表演者包括Public Image Ltd （PiL）， Big Country和Steve Hackett 。 音乐会吸引了超过130,000名参与者。 摇滚之夏持续到了1997年。 

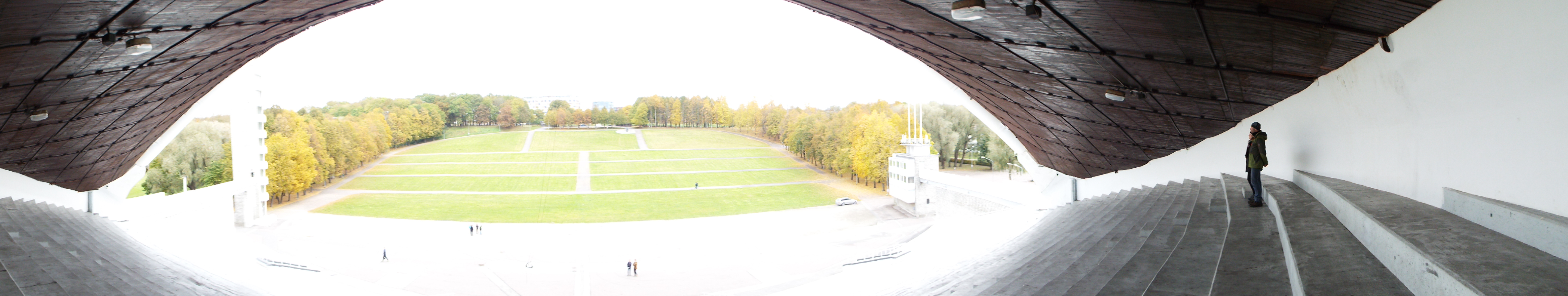
舞台上向下看

如今，塔林的歌谣庆典场也被用来举办国际演出，例如铁娘子 ， 红辣椒 ， 迈克尔·杰克逊 ， 蒂娜·特纳 ， 50分 ， 金属乐队 ， 滚石乐队 ， 艾尔顿·约翰 ， 德佩切 · 摩德 ， 宠物店男孩 ， 安德里亚Bocelli ， Madonna ， 火星三十秒 ， Lady Gaga ， Green Day ， JoséCarreras ， Robbie Williams以及当代舞蹈音乐盛事 —— 圣丹斯音乐节。 
2009年8月， 麦当娜在72,067名观众席中脱颖而出。 2006年6月， Metallica为78,000多名粉丝举办了一场音乐会。 1997年8月， 迈克尔·杰克逊在85,000名观众面前表演。 

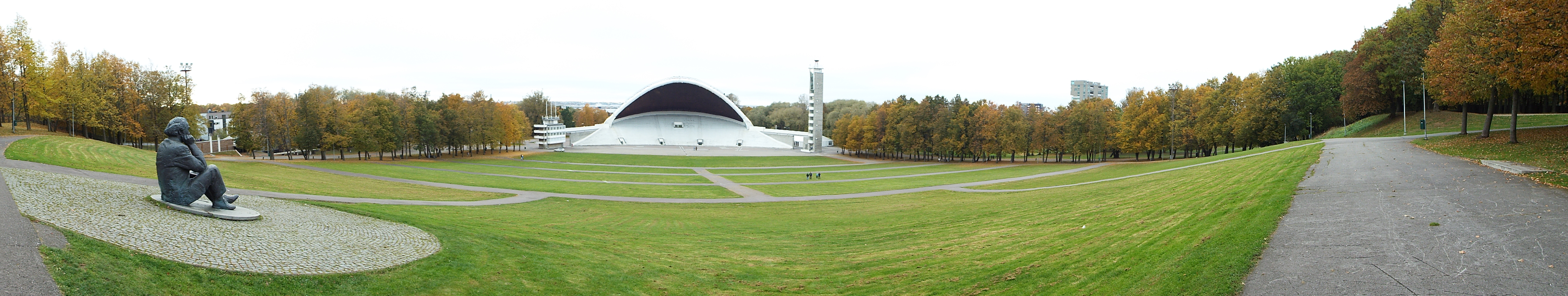
场地全景

演唱会的最佳容量是75,000名观众。但在 1988年6月，在歌唱革命时期，多达30万人参加了夜歌节。 然而，在之后的几年中，这一数字受到了质疑。 在歌曲节期间，如果场地最大化利用，观众人数可能会达到100,000。 

## 有名的表演者
Metallica ， Pink ，《 火星三十秒》 ， 麦当娜（Madonna ）等许多人都在现场表演。 
- 迈克尔·杰克逊（Michael Jackson）于1997年8月22日在HIStory世界巡回演唱会中在那里演出。
- 蒂娜·特纳（Tina Turner）于2000年8月12日在她的第二十七届巡回演唱会中演出 。
- 2012年7月30日， 红辣椒乐队在那里进行了巡回演出。
- 2012年8月25日， Lady Gaga为16,000名她的Born This Way球巡回赛欧洲站的球迷表演了比赛。 [4]
- 2013年6月25日， 绿日乐队（ Green Day）在那里进行了99革命巡回演出 。
- 艾尔顿·约翰（Elton John）于2013年6月29日在塔林之星周末演出。
- 罗比·威廉姆斯（Robbie Williams ）于2013年8月20日在场馆演出，这是他的“ 摘冠体育场”之旅的一部分 。 该节目在欧洲的电影院现场直播。
- David Guetta于2014年6月13日在周末音乐节上演出 。
- 女王（Queen）和亚当·兰伯特 （ Adam Lambert）于2016年 6月5日在他们的2016年夏季音乐节巡演中演出 。
- 2017年6月11日， 拉姆施泰因在巡演中在那里演出。
- Guns N'Roses在2018年7月16日的巡回演出中在那里演出。